# Stuart Hall (animateur)
Pour les articles homonymes, voir Stuart Hall et Hall.
James Stuart Hall, né le 25 décembre 1929, est l'un des principaux animateurs de la BBC. Il est également soupçonné d'abus sexuels sur mineurs,,, et condamné l'année suivante à plusieurs mois de prison,,.
Hall a été libéré de prison en 2015.